# Mîrzoaia, Nisporeni
Mîrzoaia este un sat din cadrul comunei Iurceni din raionul Nisporeni, Republica Moldova.